# Rothschildia schreiteri
Rothschildia schreiteri är en fjärilsart som beskrevs av Max Wilhelm Karl Draudt 1930. Rothschildia schreiteri ingår i släktet Rothschildia och familjen påfågelsspinnare. Inga underarter finns listade.